# 小野勝年
小野 勝年（おの かつとし、1905年12月1日 - 1988年12月20日）は、日本の歴史家。専門は、東洋史・仏教史。

## 経歴
出生から修学期
1905年、長野県上伊那郡小野村（現：辰野町）で生まれた。長野県松本中学校、松本高等学校文科乙類を経て、1927年に京都帝国大学文学部史学科に入学。在学中に2年間病気療養のために休学したが、1933年に卒業論文『両税制度の一考察を提出して卒業。京都帝国大学大学院へ進んだ。
戦前
同じく1933年、京都帝国大学文学部副手に採用(-1943年5月)。1937年より外務省在支特別研究員として中華民国北平市（現：北京市）に留学。華中・華北・東北・蒙古等の史蹟の調査を行い、中国美術・考古の研究を進めた。中でも良く知られているのは、1942年から1944年にかけて山西省陽高県で行われた古墳の発掘調査である。その後も1945年6月まで華北交通株式会社嘱託などとして東方文化学院北京出張所に在籍し、史蹟の調査・研究にあたった。
戦後
帰国後は、一時は郷里長野県の日野青年学校教官、日野中等学校教諭を務めた。1949年8月、奈良国立博物館研究員となった。その後、学芸課工芸室長、考古室長、1964年からは学芸課長。1962年、京都大学にて文学博士の学位を取得。1967年に奈良国立博物館を退職。その後は1980年まで龍谷大学文学部教授として東洋史学や博物館学を担当した。奈良国立博物館在任中より、奈良女子大学、京都大学、関西大学など関西圏の多くの大学で博物館学や東洋文化史の講義を受け持ち、後進の指導にあたった。1988年、急性心不全のため奈良県奈良市の自宅で死去。

## 受賞
- 1959年：村田治郎らとの共同研究『居庸関』の成果により日本学士院賞を受賞[1][6]。
- 1976年：勲四等旭日小授章を受章。
- 1988年：没後に正五位。

## 著作
著書
- 『北支那に於ける古蹟古物の概況』（今西春秋と共著 興亜宗教協会 1941年）
- 『五台山』（日比野丈夫と共著 座右宝刊行会 1942年）
  - 平凡社東洋文庫 1995年
- 『高句麗の壁画』（平凡社 1957年）
- 『入唐求法巡礼行記の研究』鈴木学術財団

1. 第1巻（1964年）
2. 第2巻（1966年）
3. 第3巻（1967年）
4. 第4巻（1969年）

- 新版 『入唐求法巡礼行記の研究』 全4巻（法蔵館 1989年）

- 『三千院本慈覚大師伝』（五典書院 1967年）
- 『日本絵巻大成』16 東征伝絵巻（菊竹淳一・小松茂美共編 1978年)
  - 中央公論社 1988年
  - 新装版『日本の絵巻』15
- 『雪村友梅と画僧愚中』（1982年）
- 『入唐求法行歴の研究 - 智証大師円珍篇』（法蔵館 1982-1983年）
- 『中国隋唐 長安・寺院資料集成』（法蔵館 1989年）
  - 復刊 2011年

共著・共編
- 『陽高古城堡　中国山西省陽高県古城堡漢墓』（六興出版 1990年)[7]

訳・注解
- 『歴代名画記』張彦遠（岩波文庫 1938年）
  - 復刊 1985年
  - 復刊 1996年
- 『北京年中行事記』（岩波文庫 1941年）
  - 復刊 1987年
  - 復刊 2007年
- 『燕京歳時記－北京年中行事記』（平凡社東洋文庫 1967年）
  - ワイド版 2006年

記念論文集
- 『東方学論集　小野勝年博士頌寿記念』（龍谷大学東洋史学研究会 1982年）

## 参考資料
- 小野勝年『日本美術年鑑』平成元年版[8]